# Tioaldehyd

Den generella strukturformeln för en tioaldehyd.

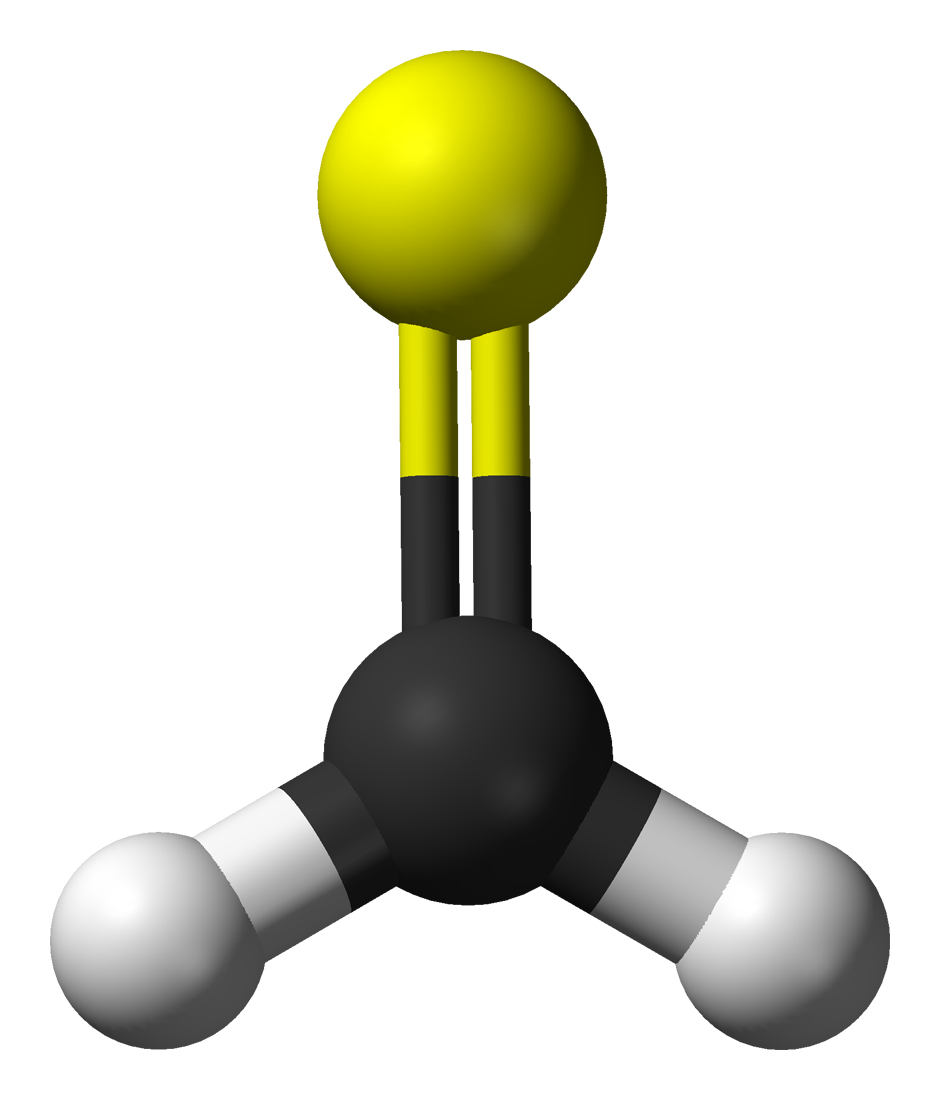
Tioformaldehyd är den enklaste tioaldehyden.

En tioaldehyd eller tial är en funktionell grupp som är analog med aldehyd. Det som skiljer en tioaldehyd från en aldehyd är att en svavelatom har tagit syreatomens plats.
Tioaldehyder är mer reaktiva än tioketoner och enkla tioaldehyder är ofta instabila. Stora tioaldehyder har tillräckligt med steriska hinder för att bilda stabila molekyler.